# Кирносово (Луганская область)
Кирносово (укр. Кирносове) — село в Меловском районе Луганской области Украины. Входит в Мусиевский сельский совет.
Население по переписи 2001 года составляло 18 человек. Почтовый индекс — 92533. Телефонный код — 6465. Занимает площадь 0,66 км². Код КОАТУУ — 4422883603.

## Местный совет
92533, Луганська обл., Міловський р-н, с. Мусіївка, вул. Радянська, 42  (укр.)